# Puya depauperata
Puya depauperata är en gräsväxtart som beskrevs av Lyman Bradford Smith. Puya depauperata ingår i släktet Puya och familjen Bromeliaceae. Inga underarter finns listade i Catalogue of Life.